# Elisabeth Sabroe Ebbesen
Elisabeth Sabroe Ebbesen, född 22 mars 2002, är en dansk simmare.

## Karriär
Vid EM 2024 i Belgrad var Ebbesen en del av Danmarks lag som tog silver på 4×100 meter frisim.